# لويس جنكينز
لويس جنكينز (15 نوفمبر 1981 بكانتربيري في المملكة المتحدة - ) (بالإنجليزية: Lewis Jenkins)‏ هو لاعب كريكت بريطاني. لعب مع Kent Cricket Board ‏.

## وصلات خارجية
- لويس جنكينز على موقع إي آس بي آن كريك إنفو (الإنجليزية)